# Poveri mai
Poveri mai è un singolo del gruppo musicale italiano Il Pagante, pubblicato il 9 giugno 2023 come primo estratto dal loro quarto album in studio  FOMO

## Descrizione
Il 2 giugno il gruppo annuncia nei suoi canali social l'uscita del nuovo singolo per il 9 dello stesso mese, per la prima volta in duo rispetto all'ultimo singolo a causa della fuoriuscita dal gruppo di Federica Napoli; dopo un solo mese il brano ha superato il mezzo milione di stream su Spotify.

## Video musicale
Il brano vuole focalizzarsi sul tentativo della gente di guadagnare denaro in tutti i modi possibili anche con escamotage che a volte sfociano nell'illegalità.
All'inizio del videoclip si vede un cameo-spot sulla frequenza di "Tele poveri mai" con l'imprenditore Lorenzo Ruzza nel ruolo di presentatore della televendita e l'imprenditore Big Luca nel ruolo di testimone che racconta di come ha guadagnato soldi in modo "semplice con un click", il gruppo allora comincia a fare la bella vita sul filo del rasoio utilizzando metodi poco legali nel mondo del Bitcoin facendo arrivare la polizia alle porte della loro casa. Eddy e Roberta quindi cominciano a distruggere documenti per impedire future ritorsioni legali e quando la polizia entra si ritrova con un mucchio di pezzettini di carta sparsi mentre i due se ne vanno.

## Formazione
- Roberta Branchini - voce
- Eddy Veerus - voce